# Валхала
Вижте пояснителната страница за други значения на Валхала.
Валхала (на Староскандинавски/Нордически: Valhǫll – Дворец на загиналите) е небесен чертог, намиращ се в Асгард (един от деветте свята в скандинавската митология, в който живеят боговете аси), в който според древните скандинавски митове живеят ейнхерерите (einherjar – ед.ч.) – повалените в битка доблестни воини.

## Легендата
Валхала се управлява от Один, седнал на трона Хлидскялв. Той избира половината от воините, паднали в боя, а валкириите ги водят във Валхала, където са посрещани от бог Браги. Другата половина от загиналите се насочва към Фолкванг (Fólkvangr – „хорско поле“) при богинята Фрейя.
Валхала може да побере всички избрани воини, които ще помогнат на Один и боговете в Рагнарьок, битката на края на света. Покривът на Валхала е от позлатени щитове, опрени на копия, а вместо от огън се осветява от блестящи мечове. Дворецът има огромни стени, 540 просторни зали и 540 врати, от всяка от които може да изскочи армия от осемстотин воини-ейнхерери по зова на бога Хеймдал по време на последната битка – Рагнарьок. Ейнхерерите прекарват дните си в битки помежду си, а нощите – в пируване, като раните им чудодейно зарастват, а отсечените крайници израстват отново. Храната им е осигурена от месото на огромния глиган Сехримнир, когото колят всеки ден (и всяко утро той възкръсва), а готвачът Андхримнир го приготвя в котела Елдхримнир. Козата Хейдрун, която пасе от върха на ясена Игдрасил, осигурява пиенето – нейното мляко е вкусно и силно като стара медовина и е в такова количество, че стига за всички обитатели на Асгард. Освен валкириите и воините, във Валхала живее и Гулинкамби, петелът, който всяка сутрин буди воините, както и боговете.
В „Речите на Гримнир“ (Старата Еда), Валхала е свързана с Гладсхейм („Жилище на радостта“, вж. Асгард), а в Младата Еда е жилище, в което живее Один и всички достойни, наричано Гимле („Защита от огъня“) и Винголв („Обител на блаженството“).
За да изкорени езическите култури, християнството и покръстителите на Северна Европа отъждествяват Валхала с ада. Асите са отъждествени с демони, ейнхериите (воините, героите) – с големи грешници. Принципът на безкрайните кървави битки и ежедневният пир след възкръсването на мъртвите (и израстването на отсечените им крайници) са отъждествявани с безкрайността на адските мъки.
В чест на Валхала е наречен регион от спътника на Юпитер Калисто.